# ГЕС Лонг-Спрус
ГЕС Лонг-Спрус (англ. Long Spruce Generating Station) — гідроелектростанція в канадській провінції Манітоба. Знаходячись між ГЕС Кетл (вище за течією) та ГЕС Лаймстоун, входить до складу каскаду на річці Нельсон, яка дренує озеро Вінніпег та тече до Гудзонової затоки.
У районі станції річку перекрили комбінованою греблею із бетонної (495 м) та земляної (1105 м) частин. Разом з допоміжними дамбами довжиною 13 км вона утримує витягнуте по долині річки на 10 км водосховище з площею поверхні 36 км2.
Інтегрований у правобережну частину греблі машинний зал довжиною 300 метрів обладнали десятьма пропелерними турбінами потужністю по 100 МВт, які при напорі у 24,4 м забезпечують виробництво 5800 млн кВт·год електроенергії на рік.
Видача продукції відбувається по ЛЕП, що працюють під напругою 230 кВ (змінний струм) та 450 кВ (лінія прямого струму високої напруги — HVDC).